# Итон, Ричард
Ричард Максвелл Итон (англ. Richard Maxwell Eaton, род. 8 декабря 1940, Гранд-Рапидс, Мичиган) — американский историк, работает профессором истории в Аризонском университете. Он известен тем, что написал значимые книги по истории Индии до 1800 года. Также он известен работой о социальных ролях суфиев, рабстве и истории культуры досовременной Индии. Его исследования сосредоточены на Деканском плоскогорье, бенгальской границе и исламе в Индии. Некоторые из его известных работ включают «Осквернение храма» и «Индо-мусульманские государства и Индия в персидскую эпоху: 1000–1765», в них даётся культурно-исторический отчёт об Индии от средневековья до прибытия британцев.

## Публикации
Итон написал и отредактировал несколько книг по Индии и смежным темам: 
- Sufis of Bijapur, 1300-1700 -  Princeton University Press : 1978[9]
- Islamic History as Global History - American Historical Association,: 1990
- Firuzabad: Palace City of the Deccan -  Oxford University Press : 1992
- The Rise of Islam and the Bengal Frontier, 1204-1760 -  Oxford University Press : 1993
- Essays on Islam and Indian history -  Oxford University Press : 2000[10]
- A Social History of the Deccan, 1300-1761 0  Eight Indian Lives. Cambridge: Cambridge University Press, - published: 2000 (The New Cambridge History of India.  I.8,)
- India's Islamic Traditions, 711-1750 (general editor). Oxford University Press: 2003
- Approaches to the Study of Conversion to Islam in India in Religious Movements in South Asia 600-1800 (edited by David N. Lorenzen[англ.]) - Oxford University Press: 2005
- Temple Desecration and Muslim States in Medieval India - published: 2004
- Slavery and South Asian History (co-editor with Indrani Chatterjee) - Indiana University Press: 2006, ISBN 978-0-253-11671-0
- Power, Memory, Architecture: Contested Sites on India's Deccan Plateau, 1300-1600 - Oxford University Press: 2014
- India in the Persianate Age: 1000-1765 - University of California Press; Penguin: 2019[11][12]
- co-ed. with Ramya Sreenivasan. The Oxford Handbook of the Mughal World. 2020. (в процессе, DOI:10.1093/oxfordhb/9780190222642.001.0001)